# NGC 5342
NGC 5342 is een lensvormig sterrenstelsel in het sterrenbeeld Grote Beer. Het hemelobject werd op 19 maart 1790 ontdekt door de Duits-Britse astronoom William Herschel.

## Synoniemen
- UGC 8776
- MCG 10-20-41
- ZWG 295.20
- PGC 49192